# Vaejovis grahami
Espèce
Vaejovis grahami est une espèce de scorpions de la famille des Vaejovidae.

## Distribution
Cette espèce est endémique d'Arizona aux États-Unis. Elle se rencontre dans le comté de Pima entre 1 665 et 2 082 m d'altitude dans les monts Santa Rita.

## Description
La femelle holotype mesure 26,90 mm, les mâles mesurent de 20,45 à 21,40 mm et les femelles de 23,85 à 26,90 mm.

## Étymologie
Cette espèce est nommée en l'honneur de Matthew R. Graham.

## Publication originale
- Ayrey & Soleglad, 2014 : « New species of Vaejovis from the Santa Rita Mountains, southern Arizona (Scorpiones: Vaejovidae). » Euscorpius, no 183, p. 1–13 (texte intégral).